# Pyrostria socotrana
Pyrostria socotrana är en måreväxtart som först beskrevs av Radcl.-sm., och fick sitt nu gällande namn av Diane Mary Bridson. Pyrostria socotrana ingår i släktet Pyrostria och familjen måreväxter. IUCN kategoriserar arten globalt som sårbar.
Artens utbredningsområde är Socotra. Inga underarter finns listade i Catalogue of Life.